# Бурхан, Ясин
Ясин Бурхан (ком. Yacine Bourhane; род. 30 сентября 1998, Нуази-ле-Гран) — французско-коморский футболист, полузащитник лимасольского «Ариса» и сборной Комор.

## Клубная карьера
Бурхан начинал свою карьеру футболиста во французском клубе «Ньор». 16 октября 2017 года он дебютировал за эту команду в Лиге 2, заменив Тома Лебо в матче с «Лорьяном». 17 октября коморец забил свой первый (и пока единственный) гол в Лиге 2, отметившись в домашнем матче с «Каном».
В июле 2021 года Бурхан перешёл в нидерландский «Гоу Эхед Иглз». 22 августа того же года он дебютировал в главной нидерландской лиге, выйдя на замену в концовке гостевого поединка против «Фейеноорда».
31 января 2022 года коморец стал футболистом датского «Эсбьерга», выступавшего тогда в Первом дивизионе. Контракт был рассчитан до конца 2024 года

## Карьера в сборной
Ясин Бурхан родился во Франции и имеет французское и коморское гражданства. 11 октября 2020 года он дебютировал за сборную Комор, выйдя на поле в товарищеском матче с Ливией.
Бурхан был включён в состав сборной Комор на Кубок африканских наций 2021 года.